# 384 aC
El 384 aC va ser un any del calendari romà prejulià. Durant la República Romana i l'Imperi, era conegut com a any del tribunat de Maluginense, Publícola, Camil, Rufus, Cras i Capitolí (o, més rarament, any 370 ab urbe condita o de la fundació de Roma). L'ús del nom «384 aC» per referir-se a aquest any es remunta a l'alta edat mitjana, quan el sistema Anno Domini va ser el mètode de numeració dels anys més comú a Europa.

## Esdeveniments

### Antiga Grècia
- Atenes signa un tractat de mútua ajuda amb l'illa de Quios.[2]
- Cotis I és nomenat rei dels odrisis de Tràcia.[3]
- Dicó, un atleta grec nascut a Caulònia, va guanyar a la cursa a peu en els Jocs Pitis per cinc vegades, tres als Jocs Ístmics, quatre als Jocs Nemeus, i als Jocs Olímpics dues vegades a la categoria d'homes i una a la de nois joves. Una de les seves victòries va ser aquest any, el 384 aC, i les altres en dates no llunyanes però desconegudes.[4][5]

### Antiga Roma
- Dionisi el Vell ataca la ciutat etrusca de Pirgos atret per les riqueses del temple. Va sorprendre la ciutat de nit i va saquejar el temple, i Diodor de Sicília[6] diu que el botí va pujar a 1000 talents. Es creu però que els habitants de Pirgos es dedicaven sovint a la pirateria, i que l'assalt al temple va ser una represàlia.[7]
- Aquest any són elegits tribuns amb potestat consular: Servi Corneli Maluginense, Publi Valeri Potit Publícola, Marc Furi Camil, Servi Sulpici Rufus, gai Papiri Cras i Tit Quinti Cincinnat Capitolí.[8]
- Marc Manli Capitolí, que ja havia fet un intent l'any anterior (385 aC), va ordenar l'aixecament dels plebeus,[9] però els tribuns consulars van actuar el van detenir i el van acusar d'alta traïció (majestas). Portat davant del poble al camp de Mart i després a la cova Petelina prop de la porta Flumentana (ja que des del Camp de Mart es veia el Capitoli que Manli havia salvat). Va ser condemnat a mort i tirat des de la roca Tarpeia.[10]

## Naixements
- Aristòtil, filòsof.[11]
- Demòstenes, polític i orador grec.[12]